# Montenero d'Orcia
Montenero d'Orcia est une frazione située sur la commune de Castel del Piano, province de Grosseto, en Toscane, Italie. Au moment du recensement de 2011 sa population était de 243 habitants.

## Géographie
Le hameau est situé sur la colline de Monte Nero, en la Val d'Orcia grossetaine, à 44 km au nord-est de la ville de Grosseto, en direction du mont Amiata.

## Monuments
- Église Santa Lucia (XIIe siècle)
- Église de la Madonna (XVIe siècle)
- Murailles de Montenero d'Orcia (fortifications médiévales du Xe siècle, avec le Cassero Senese, ancien château construit par la république de Sienne au XVe siècle.